# Jean-Thomas Thibault
Jean-Thomas Thibault (Montier-en-Der, 20 de noviembre de 1757 - París, 27 de junio de 1826) fue un pintor y arquitecto francés del período Neoclásico.

## Biografía

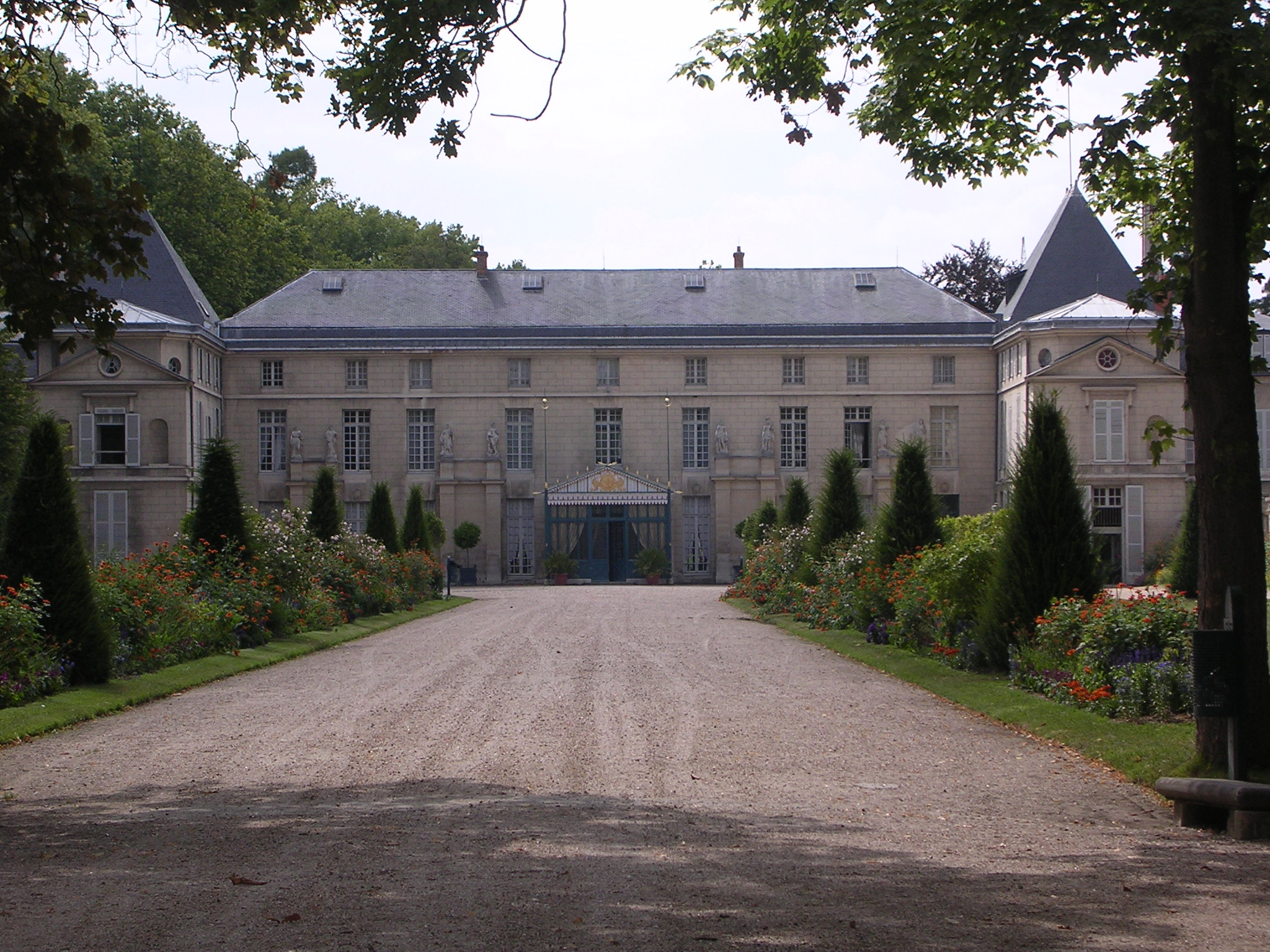
El castillo de Malmaison, modificado para la emperatriz Josefina

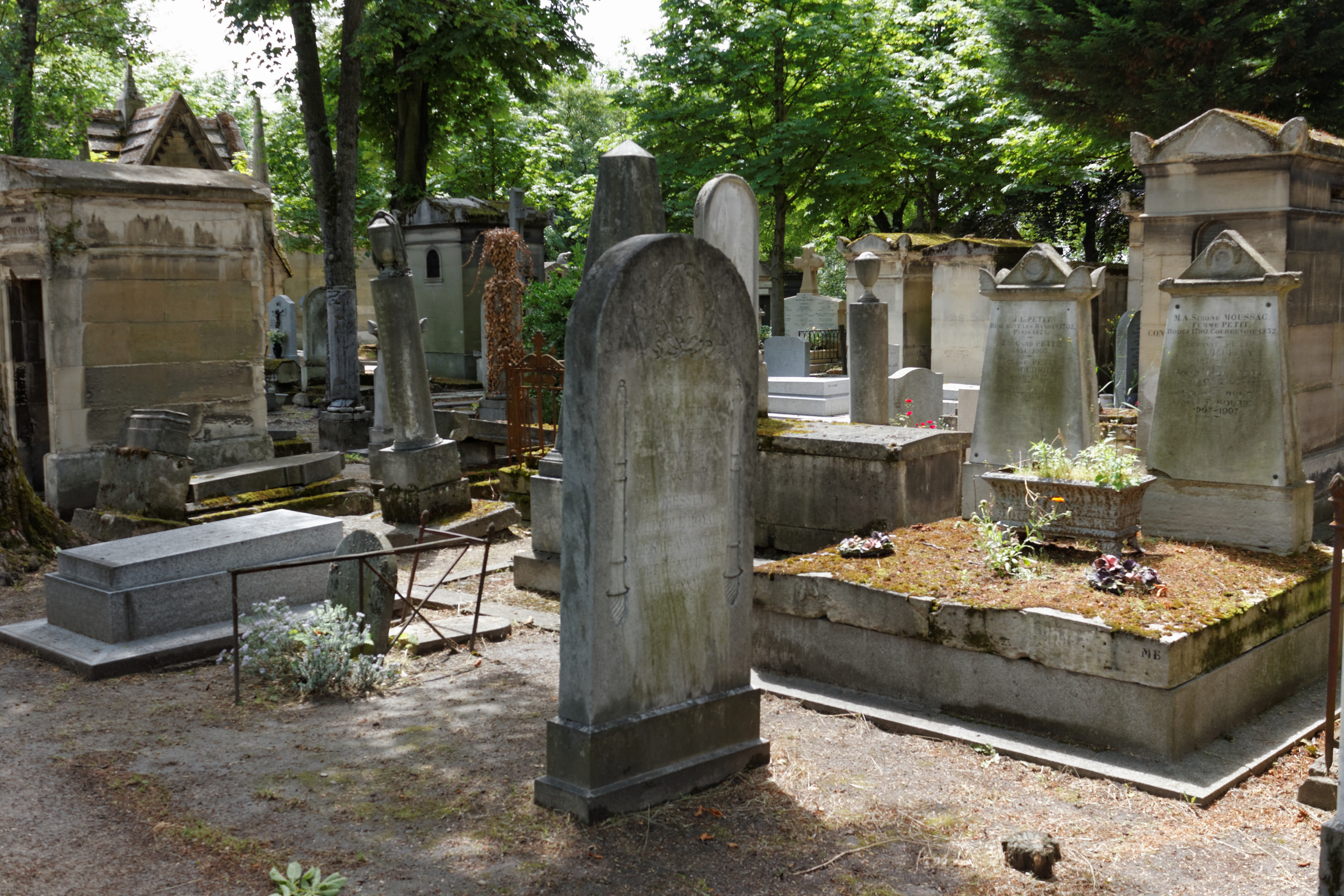
Sepultura en el cementerio del Père Lachaise

Jean-Thomas Thibault fue alumno en la École de beaux-arts de París en el taller de Étienne-Louis Boullée entre 1780 y 1786, y de Pierre-Adrien Pâris. Viajó a Roma por sus propios medios y permaneció allí desde 1786 hasta 1790, donde entabló amistad con Charles Percier y Pierre-François-Léonard Fontaine. Según Fontaine, Thibault practicaba en Roma  «alternativamente y siempre con éxito, la pintura y la arquitectura».
De regreso en París, se convirtió en socio de Jean-Nicolas-Louis Durand, con quien presentó quince proyectos al concurso del Año II. Obtuvo varios premios para llevar a cabo proyectos importantes en la década de 1790. También participó en varias exposiciones entre 1795 y 1796. Durante el Primer Imperio Francés, Thibault se trasladó a los Países Bajos, donde quedó a cargo de transformar el Palacio Real de Ámsterdam en la residencia real y en acondicionar el Ayuntamiento.
En 1804, Louis Bonaparte adquirió el château de Saint-Leu y un hôtel particulier parisiense en la calle Cerutti. Bonaparte mandó llamar a Thibault y a Durand para hacer las transformaciones pertinentes en dichos edificios.
En 1805, terminó con Barthélemy Vignon (1762-1846) el castillo de Malmaison para la emperatriz Josefina. Fue también arquitecto de Caroline y Joaquín Murat, gran duque de Berg, y para ellos hizo la renovación del château de Neuilly y del palacio del Elíseo. Murat había comprado el palacio de Elíseo en 1806, y encomendó a Thibault y Barthélemy Vignon, acometer las transformaciones del palacio. En 1808, Napoleón compró de nuevo a Murat el conjunto de sus bienes en Francia, entre los que estaba el Elíseo.
En 1818 fue elegido miembro de la Academia de las bellas-artes, en la sección de arquitectura, en el lugar número 3, tras  la muerte de Léon Dufourny. El 14 de abril de 1819  fue nombrado profesor de perspectiva en la École des beaux-arts de Paris en sustitución de Pierre-Henri de Valenciennes.
Jean-Thomas Thibault murió en París el 27 de junio de 1826 y fue enterrado en el cementerio del Père Lachaise (en la división 43).
- Obras pictóricas de Thibault

"Obras
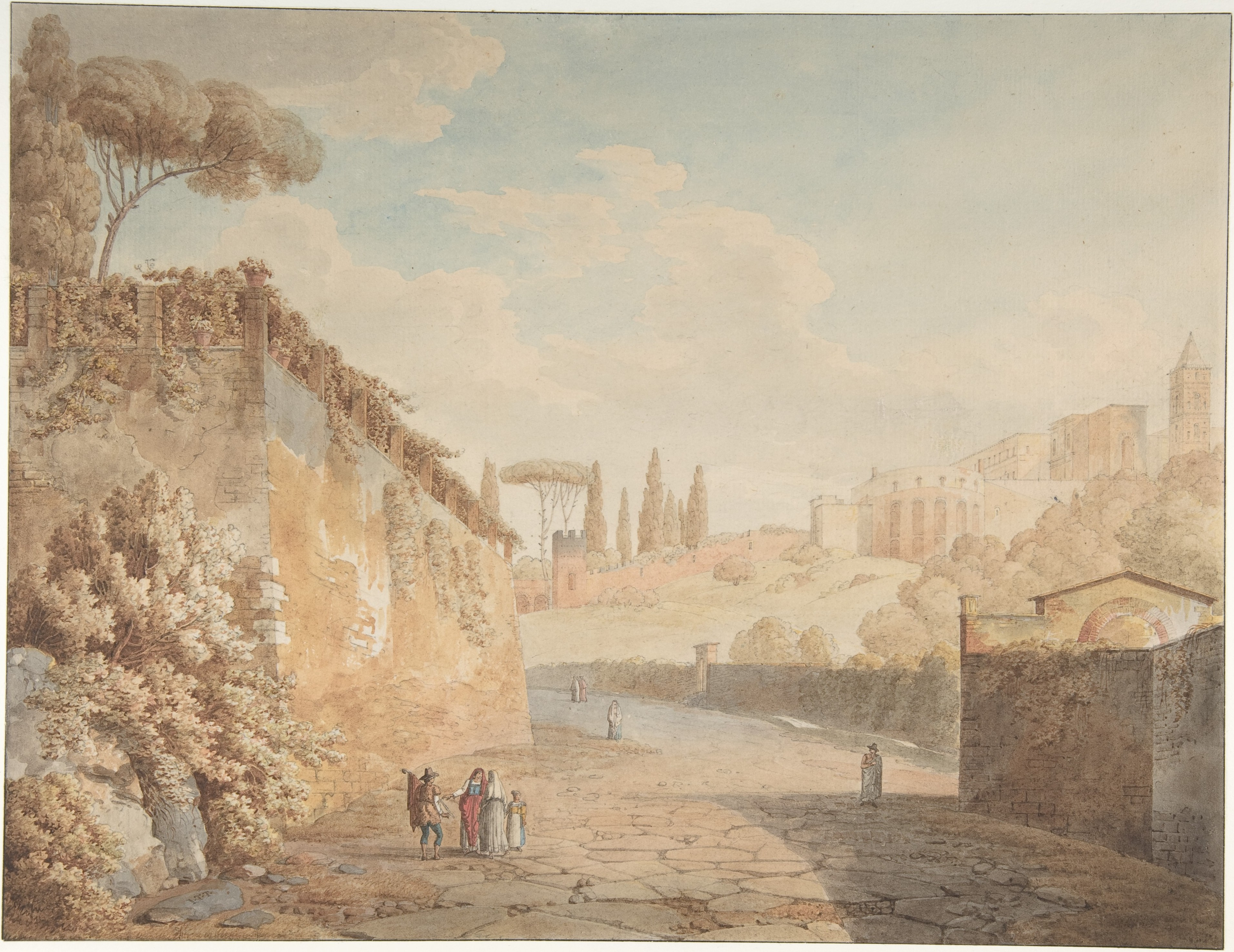
Una carretera bajo la Villa de Este en Tivoli (Metropolitan Museum of Art)
Diseño para la obra Elisca or L'Habitante de Madagas (1798) (Cleveland Museum of Art)
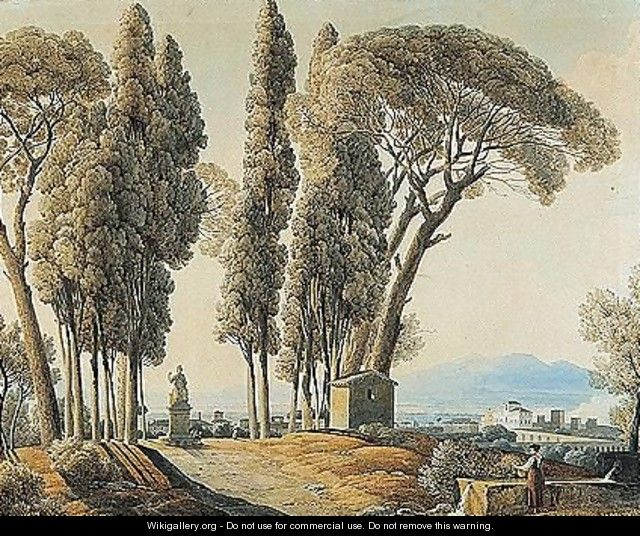
Los jardines de Villa Negroni (1812)

## Publicaciones
- Application de la perspective linéaire aux arts du dessin, ouvrage posthume mis à jour par Chapuis, son élève, chez Mesdames Thibault (Librairie Renouard), 1827.